# Discord
Discord ist ein Onlinedienst für Instant Messaging, Chat, Sprachkonferenzen und Videokonferenzen, der ursprünglich für Computerspieler geschaffen wurde, inzwischen aber auch vermehrt für andere Bereiche genutzt wird. Discord kann als Webanwendung oder mit proprietärer Client-Software auf allen gängigen Betriebssystemen genutzt werden. Der US-amerikanische Betreiber Discord, Inc. gibt an, mehr als 250 Millionen registrierte Nutzer zu haben.

## Idee und Entwicklung
Die Anwendung Discord wurde für die parallele Nutzung während des Spielens von Computerspielen entwickelt, primär, um sich über einen Chat  auszutauschen. Discord bietet aber auch die Möglichkeit, Sprach- und Videoanrufe zu tätigen, wobei zusätzlich die Möglichkeit einer Bildschirmübertragung des ganzen Bildschirms oder einzelner Fenster zur Verfügung steht.
Das Konzept von Discord stammt von Jason Citron, der OpenFeint, eine Social-Gaming-Plattform für mobile Spiele, gegründet hatte, und von Stanislav Vishnevsky, dem Gründer von Guildwork, einer weiteren Social-Gaming-Plattform. Citron verkaufte OpenFeint 2011 für 104 Millionen US-Dollar an GREE, mit denen er 2012 Hammer & Chisel, ein Spieleentwicklungsstudio, gründete. Ihr erstes Produkt war das 2014 veröffentlichte Fates Forever, von dem Citron annahm, dass es das erste MOBA-Spiel auf mobilen Plattformen sein würde, aber es wurde kein kommerzieller Erfolg.
Laut Citron bemerkte er während des Entwicklungsprozesses, wie schwierig es für sein Team war, Taktiken in Spielen wie Final Fantasy XIV und League of Legends mit verfügbarer Voice-over-IP-Software (VoIP) auszuarbeiten. Dies führte zur Entwicklung eines Chat-Dienstes mit dem Fokus auf Benutzerfreundlichkeit bei minimalen Auswirkungen auf die Leistung.
Für die Entwicklung von Discord erhielt Hammer & Chisel zusätzliche Finanzmittel von YouWeb's 9+ Inkubator, der auch das Start-up von Hammer & Chisel finanziert hatte, sowie von Benchmark Capital und Tencent.
Discord enthält nahezu alle Funktionen, die auch diverse andere Plattformen wie Skype oder TeamSpeak zur Verfügung stellen. Beispielsweise ist es möglich, kostenlose öffentliche „Server“ mit Sprach- und Text-Kanälen zu erstellen. Der Begriff „Server“ bezeichnet hierbei ein Set von Rollen (Roles) mit verschiedenen Berechtigungen, die Administratoren Nutzern zuteilen können, sowie Kommunikationskanälen (Channels), die von einer Community genutzt werden.
Alle Daten laufen über die Server des Unternehmens Discord Inc., um eine Offenlegung der IP-Adresse gegenüber anderen Nutzern zu verhindern, da dies die Gefahr eines Angriffes, zum Beispiel eines DDoS-Angriffes, birgt. Da sich alle Daten an einem zentralen Ort befinden, lässt sich auch von jedem Gerät aus darauf zugreifen. Discord lässt sich unter Windows, macOS, Linux, Android, iOS und im Webbrowser verwenden.
Hammer & Chisel verwendet für Discord die Google Cloud Platform, wobei ein selbst entwickelter Software-RAID eingesetzt wird, um die Abrufgeschwindigkeit der Daten bei gleichzeitiger Ausfallsicherheit zu erhöhen.

## Veröffentlichung

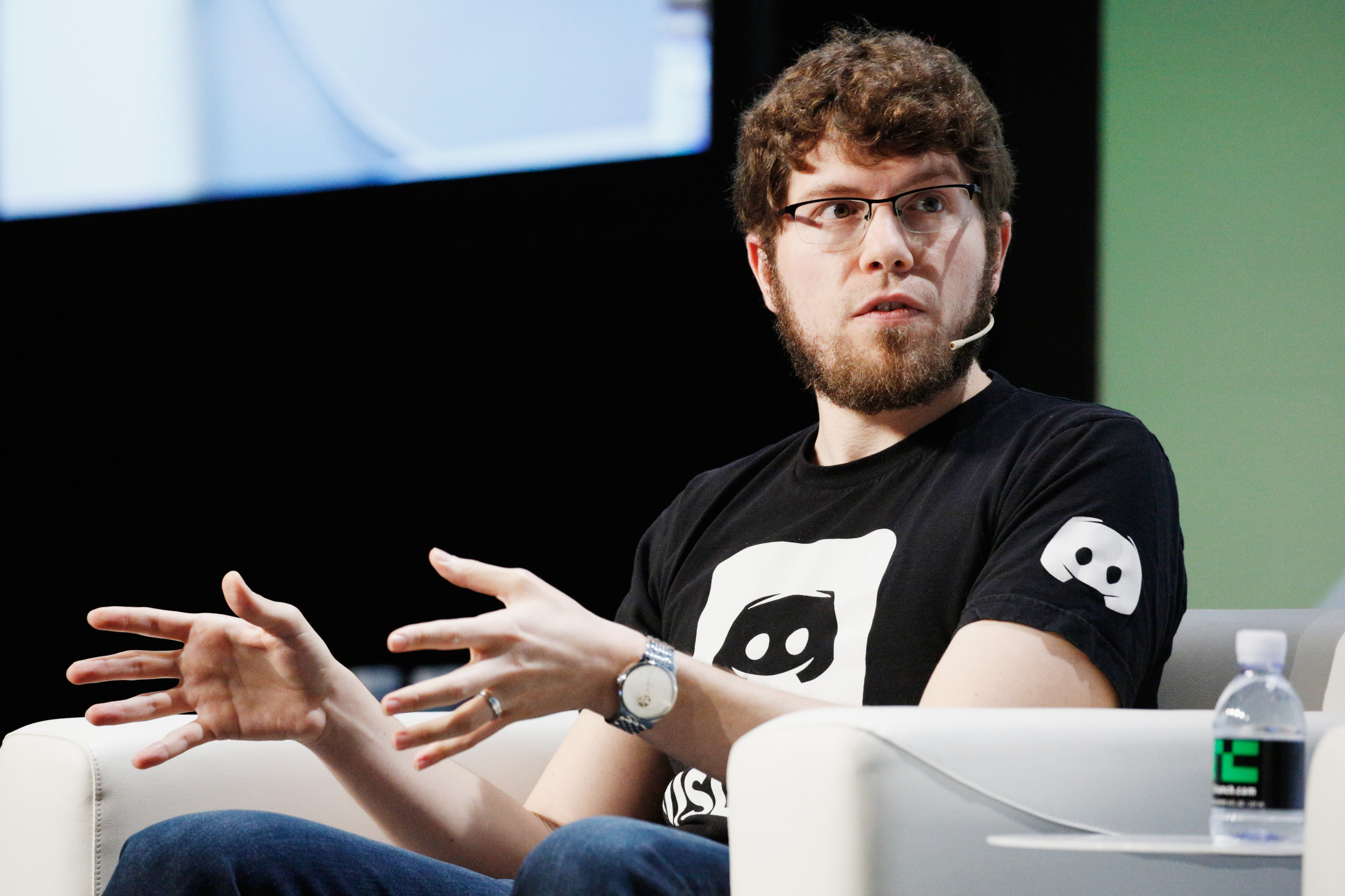
Jason Citron auf der TechCrunch Disrupt im Jahr 2018

Discord wurde im Mai 2015 unter dem Domain-Namen discordapp.com veröffentlicht. Laut Citron wurden keine speziellen Maßnahmen ergriffen, um eine bestimmte Zielgruppe anzusprechen, aber einige Gaming-bezogene Subreddits begannen schnell, ihre IRC-Links mit Discord-Links zu tauschen. Discord wurde weithin von Esports- und LAN-Turnier-Spielern genutzt. Das Unternehmen profitierte von Beziehungen zu Twitch-Streamern und Subreddit-Communities für Diablo und World of Warcraft.

### Änderungen ab 2016
Im Januar 2016 erhielt Discord eine zusätzliche Finanzierung in Höhe von 20 Millionen US-Dollar, einschließlich einer Investition von WarnerMedia (damals Time Warner). Im Jahr 2019 verkaufte die WarnerMedia Investment Group ihren Anteil, da sie nach der Übernahme von WarnerMedia durch AT&T geschlossen wurde.
Sprachanrufe (zwischen einzelnen Nutzern und in Gruppen) wurden in einem Update am 28. Juli 2016 hinzugefügt.
Mit dem Update von November 2016 wurde die Möglichkeit hinzugefügt, mit sogenannten „Emoji Reactions“ auf Nachrichten von anderen Nutzern mit Emojis zu reagieren.
Im Dezember 2016 wurde „GameBridge“ veröffentlicht, ein SDK, mit dem man Discord in seine Anwendung integrieren kann, um so z. B. Spielern von Online-Spielen ein besseres Nutzungserlebnis sowohl des Spieles als auch von Discord zu ermöglichen.
Um die Software laut eigenen Angaben dauerhaft kostenlos anbieten zu können, wurde im Januar 2017 das Bezahlmodell „Nitro“ eingeführt. Nutzern, die „Nitro“-Mitglied sind, stehen einige erweiterte Funktionen zur Verfügung.
Seit Oktober 2017 konnte neben normalen Audioanrufen und Nachrichten über Videoanrufe kommuniziert werden.

### Änderungen ab 2018
Microsoft kündigte im April 2018 an, dass es Discord-Unterstützung für Xbox-Live-Nutzer bereitstellen wird, so dass sie ihre Discord- und Xbox-Live-Konten verknüpfen und sich mit ihrer Xbox-Live-Freundesliste über Discord verbinden können.
Im Dezember 2018 gab das Unternehmen bekannt, dass es eine Finanzierung in Höhe von 150 Millionen US-Dollar mit einer Bewertung von 2 Milliarden US-Dollar erhalten hat. Dies wurde von Greenoaks Capital mit Beteiligung von Firstmark, Tencent, IVP, Index Ventures und Technology Opportunity Partners angeführt.

### Änderungen ab 2020
Im März 2020 änderte Discord sein Motto von Chat for Gamers zu Chat for Communities and Friends und führte Servervorlagen ein. Dies war Teil der Reaktion auf einen Anstieg der Nutzerzahlen als Folge der COVID-19-Pandemie.
Im April 2020 wurde der Twitter-Benutzername Discords von @discordapp in @discord geändert. Später im Mai 2020 änderte Discord seine primäre Domain von discordapp.com in discord.com.
Ab Juni 2020 kündigte Discord an, den Fokus weg von Videospielen und hin zu einem universelleren Kommunikations- und Chat-Client für alle Funktionen zu verlagern und enthüllte seinen neuen Slogan Your place to talk und eine überarbeitete Website. Zu den weiteren geplanten Änderungen gehören die Reduzierung der Anzahl der Gaming-In-Witze, die innerhalb des Clients verwendet werden, die Verbesserung des Benutzer-Onboarding-Erlebnisses und die Erhöhung der Serverkapazität und -zuverlässigkeit. Das Unternehmen gab bekannt, dass es zusätzliche Investitionen in Höhe von 100 Millionen US-Dollar erhalten hat, um diese Änderungen zu unterstützen.

### Änderungen ab 2021

Altes Logo (2015–2020)

Im März 2021 gab Discord bekannt, dass es seinen ersten Finanzchef eingestellt hat, den ehemaligen Finanzchef von Pinterest, Tomasz Marcinkowski. Discord verdoppelte seine monatliche Nutzerbasis auf etwa 140 Millionen im Jahr 2020. Im selben Monat berichteten Bloomberg News und das Wall Street Journal, dass mehrere Unternehmen Discord kaufen wollten, wobei Microsoft als wahrscheinlicher Hauptkäufer bei einem geschätzten Preis von 10 Milliarden US-Dollar genannt wurde. Die Gespräche mit Microsoft wurden jedoch abgebrochen, da man sich entschied, unabhängig zu bleiben. Stattdessen startete Discord im April 2021 eine weitere Investitionsrunde. Zu den Investoren gehörte auch Sony Interactive Entertainment; das Unternehmen erklärte, dass es beabsichtige, einen Teil der Discord-Dienste bis 2022 in das PlayStation Network zu integrieren.
Im Mai 2021 änderte das Unternehmen die Farbpalette seines Brandings und seiner Benutzeroberflächen in eine viel gesättigtere, um „mutiger und verspielter“ zu sein, und änderte seinen Slogan von your place to talk in imagine a place, weil es glaubte, dass er leichter mit zusätzlichen Schlagwörtern verbunden werden könnte; diese Änderungen wurden von Discord-Nutzern zurückgewiesen und kritisiert.
Discord erwarb im Juli 2021 Sentropy, ein Unternehmen, das sich auf den Einsatz von Systemen der künstlichen Intelligenz zur Überwachung von Online-Netzwerken auf missbräuchliche Nachrichten spezialisiert hat, um problematische Nutzer hervorzuheben und den Nutzern Empfehlungen zu geben, wie sie solche Nachrichten oder Nutzer blockieren können. Mit der Übernahme werden die Tools von Sentropy ausschließlich für die Überwachung von Discord-Servern eingesetzt, um die Ziele von Discord, die Belästigung von Nutzern zu verhindern, zu unterstützen.
Im Vorfeld einer neuen Finanzierungsrunde im August 2021 meldete Discord für 2020 einen Umsatz von 130 Millionen US-Dollar, eine Verdreifachung gegenüber dem Vorjahr, und eine geschätzte Bewertung von 15 Milliarden US-Dollar. Laut Citron ist die gestiegene Bewertung auf die Verlagerung weg von „weit verbreiteten Social-Media-Kommunikationsdiensten hin zu kleineren, intimeren Orten“ sowie auf die gestiegene Nutzung durch die COVID-19-Pandemie und die Erfassung von Nutzern zurückzuführen, die Facebook und andere Plattformen aufgrund von Datenschutzbedenken verlassen haben. Citron gibt an, dass das Unternehmen noch mit mehreren potenziellen Käufern im Gespräch ist, darunter alle großen Spielekonsolenhersteller. Damit sicherte sich das Unternehmen im September 2021 weitere Investitionen in Höhe von 500 Millionen US-Dollar.
Im September 2021 schickte Google Aufforderungen zur Abgabe von Unterlassungserklärungen an die Entwickler von zwei der beliebtesten Musik-Bots, die auf Discord verwendet wurden – „Groovy“ und „Rythm“, die zusammen auf schätzungsweise 36 Millionen Servern installiert waren. Diese Bots ermöglichten es den Nutzern, Lieder von YouTube werbefrei abzuspielen. Zwei Wochen später testete Discord in Zusammenarbeit mit YouTube die Funktion „Watch Together“, mit der Discord-Nutzer gemeinsam YouTube-Videos ansehen können.
Citron hatte im November 2021 Mockup-Bilder von Discord rund um die vorgeschlagenen web3-Prinzipien mit integrierter Kryptowährung und nicht-fungibler Token-Unterstützung gepostet, was zu Kritik von seiner Nutzerbasis führte. Citron erklärte später: „Wir schätzen alle Perspektiven, die wir als Reaktion auf das interne Konzept, das Sie vielleicht in einem Tweet Anfang dieser Woche gesehen haben, gehört haben, und möchten klarstellen, dass wir derzeit keine Pläne haben, es zu liefern. Wir sind begeistert von dem Potenzial der web3-Technologie und der positiven Art und Weise, in der diese Gemeinschaften auf Discord zusammenkommen, insbesondere diejenigen, die sich um umweltfreundliche, kreativitätsorientierte Projekte kümmern. Wir wissen aber auch, dass es einige Probleme gibt, die wir lösen müssen. Im Moment konzentrieren wir uns darauf, die Nutzer vor Spam, Betrug und Abzocke zu schützen.“

### Änderungen ab 2023
Discord entwickelte mehrere kommerzielle Funktionen, mit denen die Nutzer Geld verdienen können. Es ist möglich, Kanäle einzurichten, in denen Inhalte nur von zahlenden Abonnenten zugreifbar sind. Auch der einmalige Verkauf in der Art eines Shops wird unterstützt.

## Discord Store
Ab August 2018 wurde für 50.000 Nutzer in Kanada ebenfalls der Discord Store angeboten, auf dem Spiele als Download gekauft werden können. Im Oktober 2018 wurde der Store weltweit in der Beta-Phase veröffentlicht. Der Store startete mit 80 Spielen, wovon einige Exklusivtitel waren. Auch das Nitro-Abonnement wurde zu einer Spiele-Flatrate für ausgewählte Titel erweitert. Der Preis lag bei zehn US-Dollar im Monat. Bei einer Umfrage unter Spieleentwicklern gaben 6 % der Befragten an, den Store zu nutzen. 150 Millionen US-Dollar wurden in den Store investiert. Unter den Investoren befanden sich unter anderem Tencent, Firstmark, IVP, Index Ventures, Technology Opportunity Partners und Greenoaks Capital. Obwohl der Store im Vergleich zu den anderen Plattformen weniger bekannt war, konnte die Nutzerbasis von etwa 200 Millionen Discord-Nutzern angesprochen werden. Der Store sollte Entwickler ansprechen, indem sie 90 % des Umsatzes ihrer vertriebenen Produkte behalten durften. Im Vergleich lag Discord damit vor vielen konkurrierenden Händlern; Epic Games Store bietet den Entwicklern 88 % und Steam sogar nur 70 % an.
Am 12. September 2019 gab Discord aufgrund der zu geringen Nachfrage die Einstellung der Spiele-Flatrate als Teil des Nitro-Abonnements und die Einstellung des Discord Stores bekannt. Am 15. Oktober 2019 wurden alle Spiele entfernt und waren für Nutzer nicht mehr verfügbar. Über den Discord Store gekaufte Spiele blieben nutzbar.

## Verbreitung
- Hammer & Chisel teilten mit, dass Discord im Januar 2016 von 3 Millionen Nutzern genutzt worden sei und mit einem Nutzerwachstum von monatlich 1 Million Nutzern im Juli 2016 die 11 Millionen Nutzer erreicht habe.[49][50]
- Im Dezember 2016 teilten die Entwickler mit, dass Discord nun über 25 Millionen registrierte Nutzer verbuche, die täglich über 100 Millionen Nachrichten versenden.[21]
- Im Mai 2016, ein Jahr nach Veröffentlichung, wurde Discord von Tom Marks (Autor bei PC Gamer) als der beste VoIP-Dienst auf dem Markt beschrieben.[51]
- Im Mai 2017 wurde Discord zwei Jahre alt und meldete 45 Millionen registrierte Nutzer, die täglich 200 Millionen Nachrichten versenden. Allein der monatliche Datenverkehr, der durch den Sprachchat anfällt, belaufe sich nun auf 16 Petabyte.[52]
- Im Dezember 2017 vermeldete die Plattform 87 Millionen registrierte Nutzer, von denen 14 Millionen täglich aktiv sind. Außerdem gibt es die Anwendung in 130 Ländern und es werden monatlich 9,5 Milliarden Nachrichten versendet.[53]
- Im Mai 2018 stieg die Anzahl der registrierten Nutzer auf 130 Millionen.[54]
- Im März 2019 gab Discord bekannt, 200 Millionen registrierte Nutzer zu haben.[55]
- Im Januar 2020 sprach Discord von mehr als 250 Millionen registrierten Nutzern, 56 Millionen monatlich aktiven Nutzern sowie 963 Millionen täglichen Textnachrichten.[56][57]
- Stand 2024 setzen ukrainische Artillerieeinheiten Discord zur Koordination ihres Artilleriefeuers im Russisch-Ukrainischen Krieg ein.[58]

## Kritik
Discords Datenschutzbestimmungen befugen das Unternehmen, sämtliche Chats, Nachrichten und sonstigen Daten unverschlüsselt zu übertragen, zu sammeln und zu verkäuflichen Daten weiterzuverarbeiten. Durch die Zustimmung zu den Nutzungsbedingungen erlaubt man Discord ausdrücklich, die Informationen aus Direktnachrichten oder versendeten Bildern und Sprachchats mitzuverfolgen und abzuspeichern. Außerdem können sämtliche Daten auf amerikanische Server übertragen werden. Damit gewährleistet Discord nicht den in der DSGVO vorgeschriebenen Schutz persönlicher Daten und ist somit nicht DSGVO-konform. Obwohl Discord auch im kommerziellen Umfeld gratis ist, ist es daher innerhalb der EU kaum einsetzbar.
Die am Institute for Strategic Dialogue beschäftigte Extremismusforscherin Julia Ebner kritisierte, dass Rechtsextremisten, wie zum Beispiel Reconquista Germanica, sich über Discord vernetzten. Aufgrund der möglichen Hierarchien wie dem Verteilen verschiedener Rollen sei die Plattform zur Organisation bei einigen Neonazis beliebt. So organisierten sie 2017 auch eine rechtsextreme Demonstration in Charlottesville über Discord.
Discord reagierte auf die Kritik mit Sperrungen der betroffenen Konten und mit Löschungen der „Server“.
Ab Januar 2023 sollen auf Discord geheime Dokumente mehrerer US-Geheimdienste veröffentlicht worden sein. Die Veröffentlichungen im März 2023 sollen an russische Propagandakanäle und in rechtsextreme Gruppen weitergegeben sowie auf X verbreitet worden sein. Teilweise sollen die Dokumente echt sein, teilweise plumpe Fälschungen.